# Tore Eriksson
Tore Eriksson (7 agosto 1937 – 17 febbraio 2017) è stato un biatleta svedese.

## Palmarès

### Olimpiadi invernali
- Bronzo a Grenoble 1968 nella staffetta 4x7,5 km.

### Mondiali
- Bronzo a Garmisch-Partenkirchen 1966 nella staffetta 4x7,5 km.
- Bronzo a Altenberg 1967 nella staffetta 4x7,5 km.